# David Felipe Paz
David Felipe Paz Rocha (12 de octubre de 2000) es un deportista colombiano que compite en taekwondo. Ganó tres medallas en el Campeonato Panamericano de Taekwondo entre los años 2021 y 2024.

## Palmarés internacional
| Campeonato Panamericano | Campeonato Panamericano      | Campeonato Panamericano | Campeonato Panamericano |
| Año                     | Lugar                        | Medalla                 | Categoría               |
| ----------------------- | ---------------------------- | ----------------------- | ----------------------- |
| 2021                    | Cancún (México)              | Medalla de oro          | –68 kg                  |
| 2022                    | Punta Cana (Rep. Dominicana) | Medalla de bronce       | –68 kg                  |
| 2024                    | Río de Janeiro (Brasil)      | Medalla de bronce       | –68 kg                  |